# 곤도 사야카
곤도 사야카(近藤 さや香, 1984년 4월 1일 - )는 일본의 여성 아이돌 그룹 SDN48의 전 멤버이다. 아이치현 출신. 센트 포스 소속.

## 참가 유닛곡
싱글 CD 참가곡
AKB48 명의
1. 마지죠 텟펜블루스(マジジョテッペンブルース) - PV만 참가.

SDN48 명의
1. 고독의 러너(孤独なランナー)
2. 사도에 건넌다(佐渡へ渡る) - 언더걸즈 B 명의
3. 사랑, 주세요(愛、チュセヨ)
4. MIN・MIN・MIN
5. 감자탕 모정(カムジャタン慕情) - 언더걸즈 A 명의
6. 쿠리쿠리(クリクリ) - 언더걸즈 A 명의
7. 끝나지 않는 앵콜(終わらないアンコール)

SDN48 1st Stage 「유혹의 카터(誘惑のガーター)」공연
1. 올인(オールイン)